# Cerkev sv. Jerneja, Blatno
Cerkev sv. Jerneja v Blatnem je podružnična cerkev Župnije Pišece.
Cerkev, ki je posvečena apostolu Jerneju, stoji na Artiškem vrhu, ki je s 331 metri nadmorske višine najvišja vzpetina v vasi. Okoli cerkve se nahajajo gorice z vinogradi.
Prezbiterij je tristransko zaključen, ladja je pravokotna, pred zahodno fasado stoji zvonik. Glavni oltar je iz začetka 18. stoletja in je v stilu tako imenovanih zlatih oltarjev, značilnih za 17. stoletje.
Na južni strani ladje je vzidana kamnita plošča, ki priča o nastanku te cerkve. Pozidana je bila leta 1693 za časa župnika Martina Peterkoviča. Za časa župnika Simona Černoše so odstranili oba stranska oltarja. Na teh mestih sta sedaj sliki svetega Antona Puščavnika in svetega Valentina.
V glavnem oltarju je bil lesen kip svetega Jerneja in rabljev, ki prikazuje, kako vlečejo kožo s svetnika. Po prizadevanju cerkvenih ključarjev Mihaela Sotelška in Antona Agreža (oba iz Blatnega), so leta 1909 kip svetega Jerneja nadomestili s sedanjim. Potres leta 1917 je cerkev tako poškodoval, da ni bila več uporabna za bogoslužje. Zato so jo leta 1922 popravili in na novo poslikali. Prenovljena je bila ponovno leta 1990. Takrat so ji dali tudi zvon, ki je bil poprej na župnijski cerkvi, pred tem pa v grajskem zvoniku. Ta je bil odkupljen jeseni leta 1938 na javni dražbi.
Pred pričetkom obnove leta 1990 je bilo treba urediti 3 kilometre dovoznih poti. Cerkev je dobila novo fasado, prebarvan zvonik in novo streho.Zvonik ima dva zvonova od katerih zvoni le veliki.

## Kamnita plošča
Kamnita plošča je vzidana na južni zunanji steni, nad stranskimi vhodnimi vrati.
| Slika | Prepis |
| ----- | --- |
|       | INANNO d1693 IAHR IST DIECIHRENSPARDHOLMAE ERPAVED BORTENDERCEIT IROHOCH BIRDIGINGODGEIS DLIHENHERMARTINPETERKOVITZ PFARERVNDCIHRENPROBST . IN ANNOd1696IAHRERPAVTERTURNSBA RDHOLMAEALSCIHRENPROBSDIOHA NESSVONGSEINEBIRDINANNA SONIGINVNTIACOBSONIGMADHESONG |

## Galerija
- Južni vhod s ploščo in okencem
- Cerkev od daleč